# Onyx (afluistersysteem)

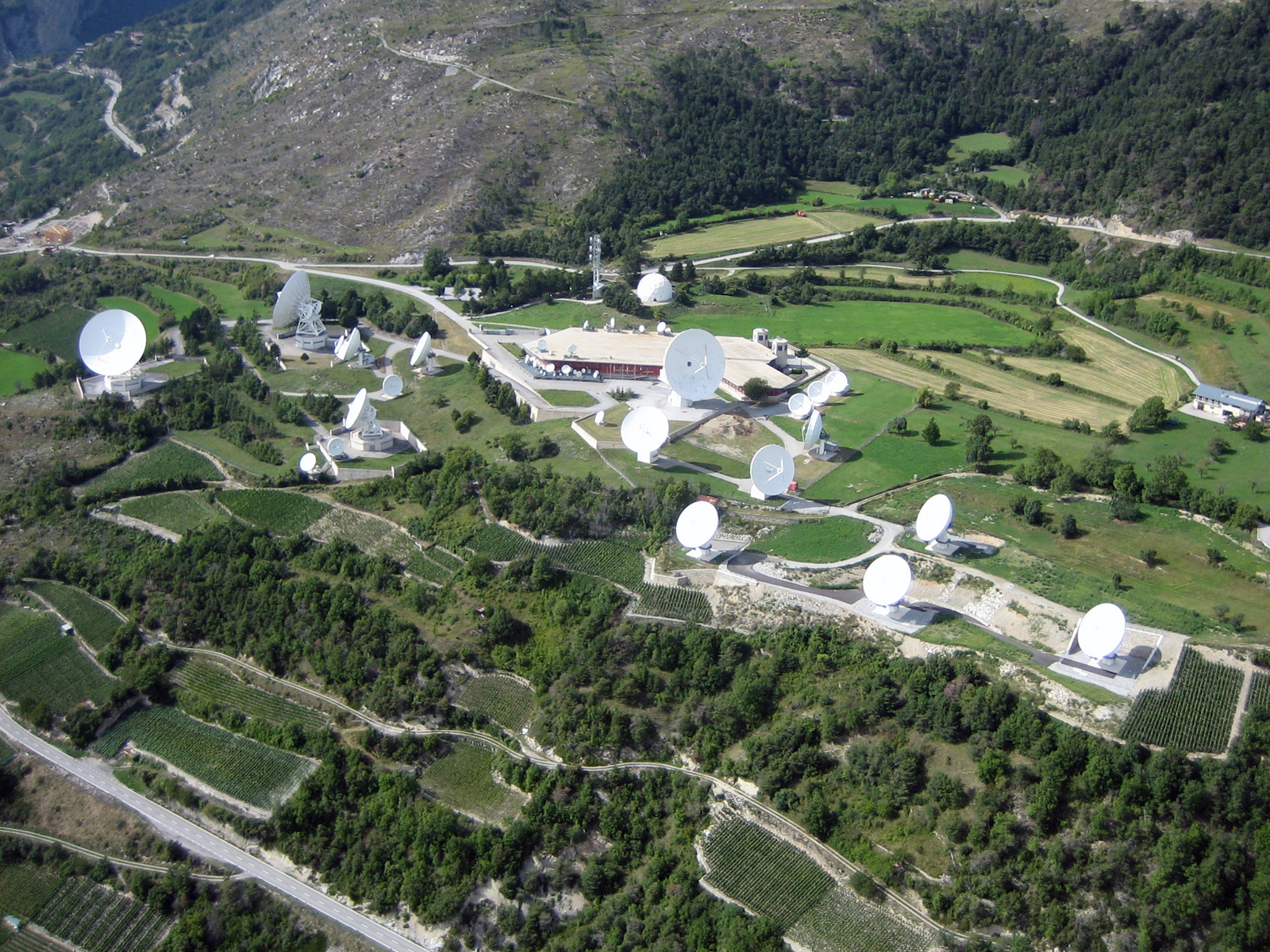

Onyx is de naam van het afluistersysteem waarmee de Zwitserse veiligheids- en inlichtingdiensten internationale satellietcommunicatie afluisteren. Zowel commercieel als militair verkeer wordt afgeluisterd, onder andere ook internetverkeer. Het systeem werd in 1999 geïnstalleerd en is vanaf eind 2005 volledig operationeel.
Voor zover bekend is Onyx vergelijkbaar met het ECHELON-systeem; de onderschepte communicatie wordt met trefwoorden geanalyseerd.
Onderscheppingsantennes van het systeem staan op drie plaatsen, te weten Zimmerwald en Heimenschwand in het kanton Bern en in Leuk in het kanton Wallis.
Het Onyx-systeem kwam in januari 2006 in het nieuws toen een rapport uitlekte over een door Onyx onderschepte fax van de Egyptische ambassade in Londen. De fax zou het bestaan van geheime detentiecentra van de CIA in Europa bevestigen.